# Kunstnernes Efterårsudstilling
Kunstnernes Efterårsudstilling (KE) er en censureret kunstudstilling, der siden 1915 årligt har været afholdt i Den Frie Udstillings bygning i København. 
KE blev stiftet i 1900 som en salgsudstilling, der 1907-14 havde til huse på Charlottenborg. Efter 1947 er Kunstnernes Påskeudstilling (KP) afholdt i Århus, og Kunstnernes Sommerudstilling har siden 1973 årligt fundet sted i Tistrup ved Varde.
Mange kunstnere har i tidernes løb udstillet på Kunstnernes Efterårsudstilling. Blandt de mest indflydelsesrige kan nævnes: Vilhelm Lundstrøm, Anne Marie Carl-Nielsen, Asger Jorn, Sonja Ferlov Mancoba, Albert Mertz, Wilhelm Freddie, Poul Gernes, Per Kirkeby, Ursula Reuter Christiansen, Ruth Campau og Jeannette Ehlers.
KE er konstitueret som en forening, hvor alle antagne kunstnere modtager medlemskab i 5 år. 
I 2020 udgav KE en bog på forlaget I DO ART Books i forbindelse med 120-års jubilæet for udstillingen. 